# Kościół ewangelicko-unijny w Bydgoszczy-Czyżkówku
Kościół ewangelicko-unijny na Czyżkówku w Bydgoszczy – istniejący w latach 1906-1945, później zdesakralizowany kościół ewangelicki w Bydgoszczy.

## Położenie
Świątynia znajdowała się przy ul. Koronowskiej 14, na osiedlu Czyżkówko w Bydgoszczy. Stała w bliskim sąsiedztwie katolickiego kościoła pw. św. Antoniego, który wybudowano w latach 1936-1945.

## Historia
Budowa kościoła odbyła się w kontekście intensywnego rozwoju ewangelickiej architektury sakralnej w Bydgoszczy i na jej przedmieściach w końcu wieku XIX i na początku XX.
Wówczas wzniesiono na tym terenie osiem kościołów ewangelicko-unijnych, w większości neogotyckich, licowanych czerwoną cegłą.
Gmina ewangelicko-unijna na terenie Czyżkówka, składająca się niemal wyłącznie z wyznawców narodowości niemieckiej uzyskała zgodę na budowę własnej świątyni na początku XX w. razem z gminą na Wilczaku, Okolu, Szwederowie oraz Małych Bartodziejach.
Prace przy wznoszeniu i wyposażeniu kościoła ukończono na początku XX wieku.
Świątynia służyła niemieckiej gminie kościoła ewangelicko-unijnego do 1945 r., chociaż liczba ewangelików po 1920 w Bydgoszczy znacznie się zmniejszyła.
3 i 4 września 1939 podczas odwrotu wojsk polskich z Pomorza doszło do stłumienia dywersji niemieckiej w Bydgoszczy, co propaganda hitlerowska okrzyknęła ”Krwawą Niedzielą”. Z wież kilku zborów ewangelickich, użytkowanych przez mniejszość niemiecką strzelano do żołnierzy wojska polskiego. Kościół ewangelicki na Czyżkówku był jednym z punktów oporu dywersantów. 
W efekcie spontanicznego tłumienia dywersji przez wojsko i mieszkańców miasta, kościół został ostrzelany.
Wnętrze kościoła zostało zdewastowane przez bojówki niemieckie w pierwszych dniach wojny. Następnie w nocy z 3 na 4 września podczas ostrzału spłonęła wieża kościoła.
W czasie wojny kościół był nieczynny. Po 1945 został przebudowany i przystosowany na pomieszczenia magazynowe. W części zachowanych pomieszczeń znajdował się magazyn „Domu Książki”. Obecnie w przebudowanym obiekcie znajduje się stołówka Sióstr Albertynek przy parafii św. Antoniego Padewskiego.

## Styl architektoniczny
Kościół zbudowany został w stylu historyzującym, popularnie stosowanym w Bydgoszczy w architekturze sakralnej na początku XX w.